# Cantó d'Ervy-le-Châtel
El cantó d'Ervy-le-Châtel és un antic cantó francès del departament de l'Aube, situat al districte de Troyes. Té 16 municipis i el cap és Ervy-le-Châtel. Va desaparèixer el 2015.

## Municipis
- Auxon
- Chamoy
- Chessy-les-Prés
- Coursan-en-Othe
- Courtaoult
- Les Croûtes
- Davrey
- Eaux-Puiseaux
- Ervy-le-Châtel
- Marolles-sous-Lignières
- Montfey
- Montigny-les-Monts
- Racines
- Saint-Phal
- Villeneuve-au-Chemin
- Vosnon

## Història
| Data d'elecció                           | Identitat        | Partit                                       | Qualitat |
| ---------------------------------------- | ---------------- | -------------------------------------------- | -------- |
| 1945-1967                                | M. Gagin         | CNIP                                         |          |
| 1967-1992                                | Jean Druot       | FGDS, després centrista, després UDF-radical |          |
| 1992-2011                                | Franck Simard    | Divers droite, després RPR, després UMP      |          |
| 2011-2015                                | André Villalonga | PS                                           |          |
| les dades anteriors no són pas conegudes |                  |                                              |          |
|                                          |                  |                                              |          |

## Demografia
| A partir de 1990: Població sense dobles comptes |